# Krzysztof Chamiec
Krzysztof Andrzej Jaxa-Chamiec (ur. 2 lutego 1930 w Andrusze, zm. 11 października 2001 w Warszawie) – polski aktor teatralny, filmowy i telewizyjny.

## Życiorys
Urodził się 2 lutego 1930 we wsi Andruha w gminie Włodzimierzec, w powiecie sarneńskim, w województwie wołyńskim. Syn ziemianina i hodowcy rolnego Bronisława Jaxy-Chamca i Jadwigi z domu Mierzejewskiej, pisarki.
W latach 1945–1948 mieszkał w Bystrzycy Kłodzkiej, gdzie jego matka była nauczycielką języka polskiego i francuskiego. Po II wojnie światowej był dwukrotnie aresztowany za przynależność jego rodziny do AK, najpierw przez Rosjan, a następnie przez UB. Ukończył studia ekonomiczne na Uniwersytecie Marii Curie-Skłodowskiej w Lublinie. 1 marca 1949 zadebiutował w lubelskim Teatrze Muzycznym, gdzie grał do 1951. Później przeniósł się do Szczecina, gdzie występował w Teatrze Polskim (1951–1952). W latach 1952–1953 grał w Teatrze im. Aleksandra Fredry w Gnieźnie, a w latach 1954–1955 w Teatrze im. Wojciecha Bogusławskiego w Kaliszu.
W 1954 zdał aktorski egzamin eksternistyczny w PWSA w Krakowie. W latach 1955–1957 ponownie aktor Teatrów Dramatycznych w Szczecinie. Występował na deskach Starego Teatru (1957–1959) i Teatru im. Juliusza Słowackiego w Krakowie (1959-62), a następnie w Teatrze im. Stefana Jaracza w Łodzi (1962–1967). Od 1967 związany z teatrami warszawskimi: Klasycznym (1967–1968), Ateneum (1968–1971), Narodowym (1971–1974 i 1981–1990), Polskim (1974–1981), Na Woli (1990–1991) oraz z Centrum Sztuki im. Stanisława Ignacego Witkiewicza (1991–1992).
Występował w Teatrze Telewizji i Teatrze Sensacji „Kobra” oraz w Teatrze Polskiego Radia.
O swoim zawodzie mówił:

Teatr jest dla aktora nie wysychającym źródłem emocji. Nawet jeśli chwilowo mam go dosyć, po pewnym czasie powraca jeszcze silniejsza fascynacja. Liczyłem, że w końcu się od niej uwolnię, ale nic z tego!. Udaje mi się to tylko do momentu, póki nie wejdę do teatru.

Na ekranie filmowym zadebiutował w 1961 rolą hrabiego Alfreda Łaskiego w Komediantach Mari Kaniewskiej. Wystąpił w kilkudziesięciu filmach polskich i zagranicznych. Jego emploi (męski, wyniosły, pewny siebie) predestynowało go do grania ról mundurowych, zwłaszcza oficerów, ludzi wykształconych, dyplomatów, arystokratów, cudzoziemców; często odtwarzał postaci historyczne.
Członek SPATiF-ZASP, w latach 1957–1982 członek Zarządu Oddziału Warszawskiego tego stowarzyszenia.
W latach stanu wojennego działał jako organizator „nowego” ZASP-u, „związku cechowego” (jak to sam określa), powołanego wówczas wraz z innymi, podobnymi „cechami” – a warto przypomnieć, że inspirację do sprowadzenia związków twórczych do funkcji cechów, czyli stowarzyszeń rzemieślniczych, zawdzięczał reżim stanu wojennego koncepcjom niemieckim z lat 30., kiedy analogicznym sposobem rozprawiano się z niewygodnymi organizacjami intelektualistów i artystów. W tychże latach 80., otrzymał Chamiec szereg wysokich odznaczeń (Krzyż Kawalerski Orderu Odrodzenia Polski (1984), srebrny medal „Za Zasługi dla Obronności Kraju” (1985), Złoty Ekran (1983), Nagroda Ministra Kultury i Sztuki I stopnia (1985), nagroda na Opolskich Konfrontacjach Teatralnych (1986), Nagroda Prezydenta Warszawy (1986)). Reakcję środowiska na „zasługi” jednego ze swych przedstawicieli, opisuje sam Chamiec w wywiadzie zamieszczonym w książce Komedianci. Rzecz o bojkocie –  zdominowanym przez rozgoryczenie aktora, spowodowane ostracyzmem społeczności teatralnej – dawni przyjaciele na jego widok przechodzili na drugą stronę ulicy, albo mijali go, udając, że nie widzą.

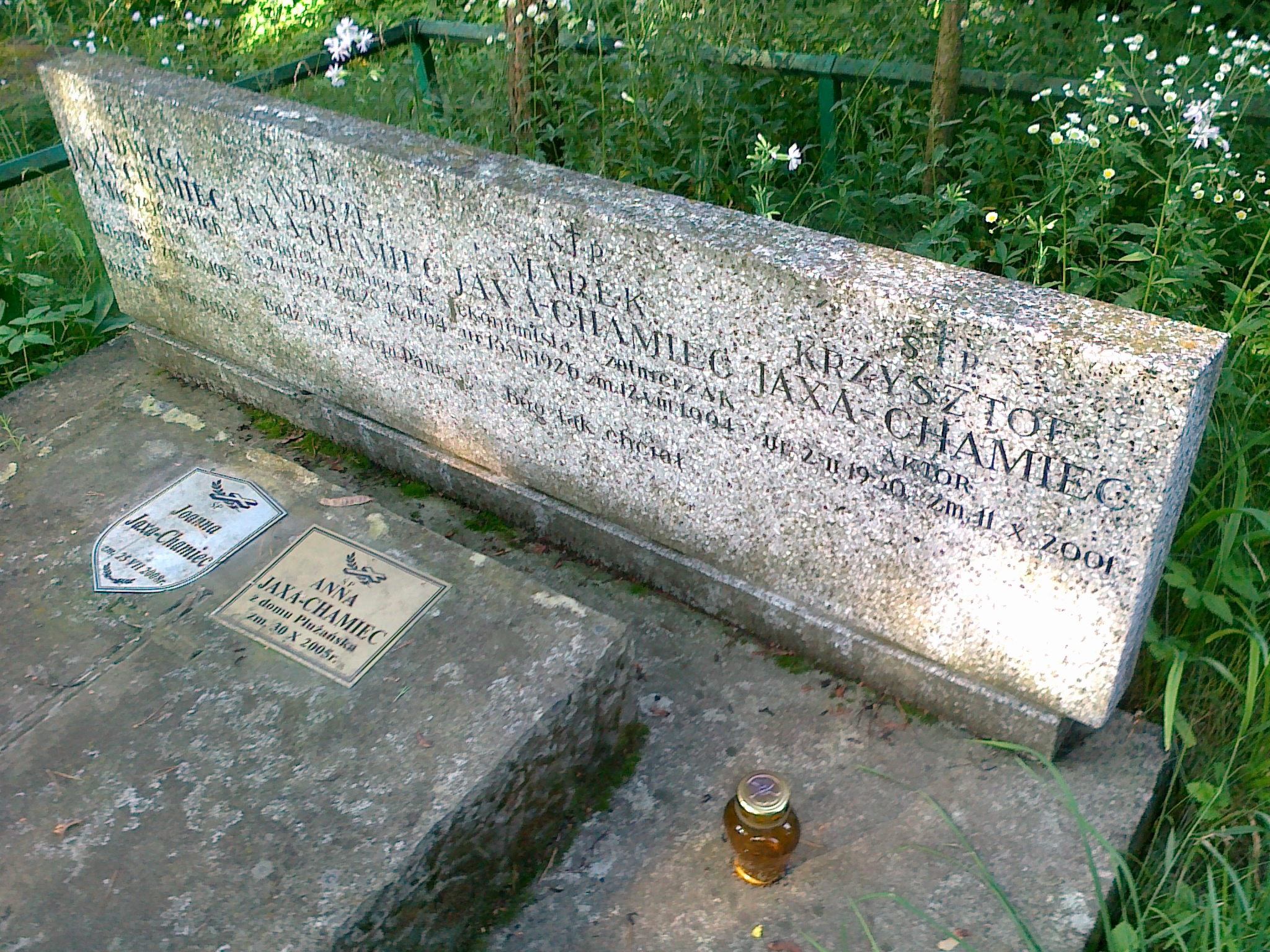
Grób Krzysztofa Chamca

Zmarł na raka płuc, a został pochowany w grobowcu rodzinnym na cmentarzu w Krężnicy Jarej k. Lublina.

## Życie prywatne
Był synem Jadwigi Chamiec i Bronisława Jaxy-Chamca. Miał czworo rodzeństwa. Był mężem Aleksandry Grzędzianki, Joanny Jędryki, Joanny Sobieskiej i Laury Łącz.

## Filmografia
- Komedianty (1961) – hrabia Alfred Łaski
- Rodzina Milcarków (1962) – Kurt Henke
- Barwy walki (1964) – podporucznik „Kruk”
- Panienka z okienka (1964) – Cornelius
- Pierwszy dzień wolności (1964) – Hieronim
- Kapitan Sowa na tropie (serial telewizyjny) (1965) – „Orlando” (odc. 2)
- Podziemny front (1965) – komendant Pawiaka (odc. 5)
- Walkower (1965) – dyrektor kombinatu
- Stawka większa niż życie (serial telewizyjny) (1967–1968) – Sturmbannführer Lothar (odc. 1, 5)
- Kierunek Berlin (1968) – porucznik Kaczmarek
- Czterej pancerni i pies (serial telewizyjny) (1969) – Hauptmann Krummel (odc. 11)
- Ostatnie dni (1969) – porucznik Kaczmarek
- Martwa fala (1970) – chief
- Wielka miłość Balzaka (serial telewizyjny) (1973) – książę von Szwarcenberg (odc. 4)
- Akcja V (1973) – major Wolfgang Schröder
- To ja zabiłem (1974) – prokurator Sadzewicz
- Zwycięstwo (1974) – porucznik Kaczmarek
- Kazimierz Wielki (1975) – król Kazimierz III Wielki
- Trzecia granica (serial telewizyjny) (1975) – Obersturmführer Lemke (odc. 4, odc. 7)
- Lalka (serial telewizyjny) (1977) – hrabia „Anglik” (odc. 3, 9)
- Życie na gorąco (serial telewizyjny) (1978) – Adolfo Tomassini / gestapowiec Tommer (odc. 4)
- Strachy (serial telewizyjny) (1979) – Zygmunt Modecki
- Krach Operacji Terror (1980) – Feliks Dzierżyński
- Polonia Restituta (1980) – Ignacy Jan Paderewski
- Urodziny młodego warszawiaka (1980) – pułkownik
- Zamach stanu (1980) – generał Gustaw Orlicz-Dreszer
- Gwiezdny pył (1982) – Stary
- Kamienne tablice (1983) – poeta Jan Tokarski, radca w ambasadzie Polski w Indiach
- Kim jest ten człowiek (1984) – major Jan Stanisław / agent niemiecki „Wotan”
- Tumor Witkacego (1985) – Andrzej Sitkowski grający rolę profesora Alfreda Greena
- Ballada o Januszku (serial telewizyjny) (1987) – adwokat Żurka
- Romeo i Julia z Saskiej Kępy (1988) – Leopold
- Rzeczpospolitej dni pierwsze (1988) – Ignacy Jan Paderewski
- Szwedzi w Warszawie (1991) – Stefan Czarniecki
- Przypadek Pekosińskiego (1993) – generał Bagno
- Na dobre i na złe (serial telewizyjny) (2000) – Jan Burski (odc. 49-51)

## Polski dubbing
- Janosik (1967) – Juro Janosik[5]
- Szósty lipca (1969) – Jakow Blumkin[6]
- Winnetou i król nafty (1969) – Old Surehand[6]
- Mulan (1998) – cesarz Chin
- Książę Egiptu (1998) – faraon Seti
- Asterix i Obelix kontra Cezar (1999) – Juliusz Cezar

## Odznaczenia i nagrody
- Krzyż Kawalerski Orderu Odrodzenia Polski (1984)
- Krzyż Oficerski Orderu Odrodzenia Polski (1999)
- Złoty Krzyż Zasługi (1976)
- Srebrny Medal „Za Zasługi dla Obronności Kraju”
- Brązowy Medal „Za Zasługi dla Obronności Kraju”
- Zasłużony dla Kultury Narodowej (1989)
- Odznaka Honorowa miasta Łodzi (1965)
- Nagroda na III Kaliskich Spotkaniach Teatralnych w Kaliszu za rolę Vala Xaviera w Orfeuszu w wężowej skórze w Teatrze im. Stefana Jaracza w Łodzi (1963)
- Nagroda Komitetu do Spraw Radia i Telewizji za twórczość radiową i telewizyjną (1974)
- II Nagroda na XXI Kaliskich Spotkaniach Teatralnych w Kaliszu w konkursie spektakli Teatru Telewizji za rolę gospodarza w Weselu Stanisława Wyspiańskiego (1981)
- Złoty Ekran za rolę w filmie telewizyjnym Gwiezdny pył w reż. Andrzeja Kondratiuka (1983)
- Nagroda Ministra Kultury i Sztuki I stopnia za wybitne kreacje aktorskie w teatrze, filmie i telewizji (1985)
- Nagroda "Trybuny Ludu" I stopnia (1985)[7]
- Nagroda na XII Opolskich Konfrontacjach Teatralnych w Opolu za rolę Władysława IV w spektaklu Geniusz sierocy Marii Dąbrowskiej (1986)
- Nagroda Prezydenta m.st. Warszawy za wybitne realizacje dramatu polskiego na stołecznych scenach w sezonie 1985/1986 (1986)